# La Foa

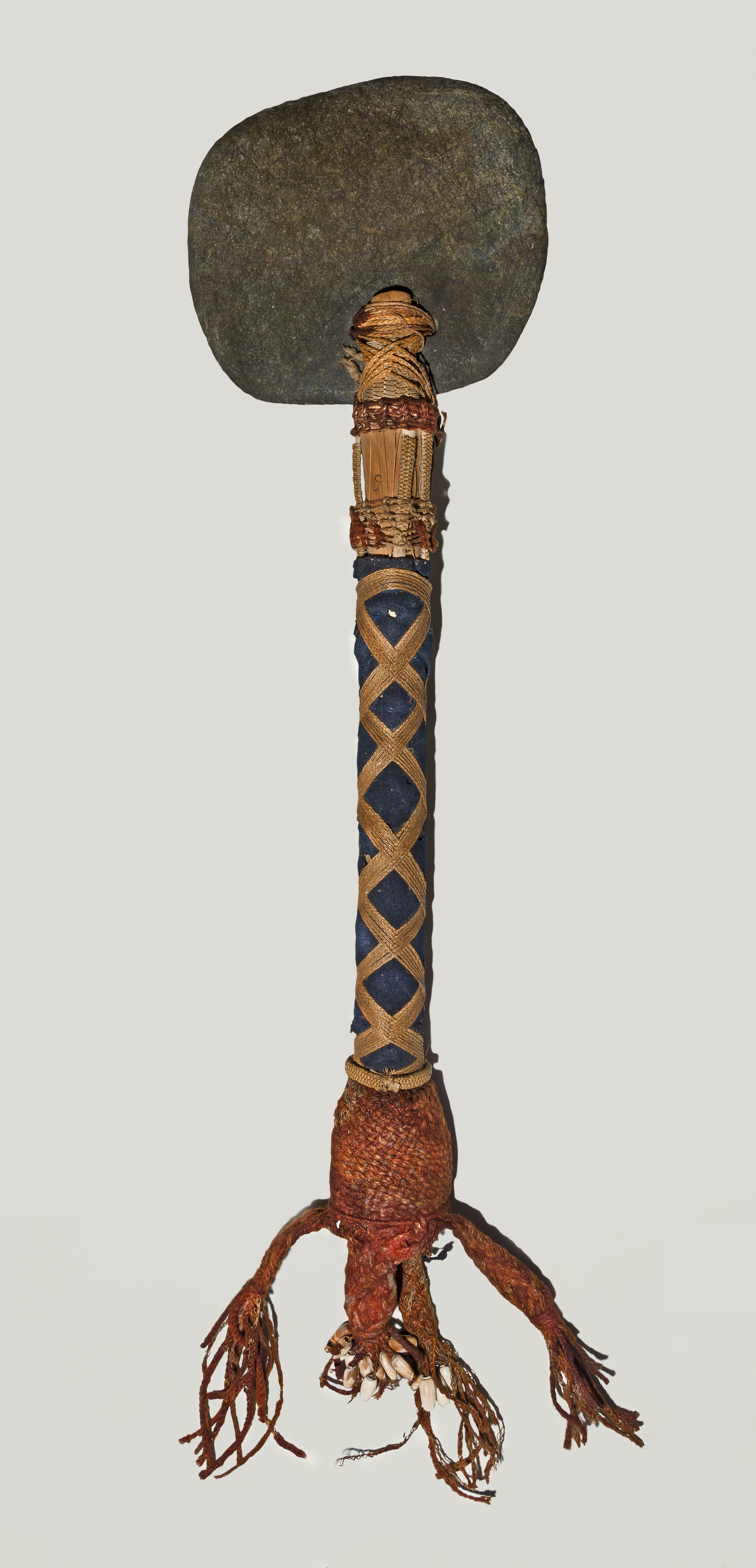
O'kono uroczyste ax - La Foa

La Foa – miasto na Nowej Kaledonii (terytorium zależne Francji). Według danych szacunkowych na rok 2008 liczy 3 093 mieszkańców.